# Звоните ДиКаприо!
«Звони́те ДиКа́прио!» — российский драматический телесериал с элементами сатиры режиссёра и сосценариста Жоры Крыжовникова. В центре сюжета находятся два брата: популярный и эгоистичный актёр Егор (Александр Петров), узнающий, что у него ВИЧ, и его брат Лев (Андрей Бурковский) — неудачливый и безработный актёр, которому выпадает возможность заменить заболевшего Егора в популярном телесериале.
Лауреат премии Ассоциации продюсеров кино и телевидения за «Лучший телевизионный мини-сериал», премии «Белый слон» в категории «Приз молодых кинокритиков „Голос“», премии кинофестиваля «Движение» за лучший сценарий и лучший актёрский тандем (Александр Петров и Андрей Бурковский). Двукратный номинант на премию «Золотой орёл» (2020): за «Лучший телефильм или мини-сериал» и «Лучшую мужскую роль на телевидении» (Александр Петров).
Премьера телесериала состоялась 20 октября 2018 года на видеосервисе Premier. Заключительная серия вышла на платформе 1 декабря 2018 года (во всемирный день борьбы со СПИДом). На телеканале «ТНТ» премьерный показ состоялся с 6 по 16 апреля 2020 года.

## Сюжет
Главный герой — актёр Егор Румянцев, звезда популярного, но поставленного на поток сериала о работе врачей «Первая Градская». Добившись большого успеха, он становится эгоистом и не замечает чувств и переживаний других людей: не приходит на съёмки, потребительски относится к женщинам и обманывает окружающих. Но однажды его жизнь кардинально меняется: Егор узнаёт, что у него ВИЧ.
Брат Егора Лев — бесталанный и неудачливый актёр, который ведёт программу о полезных поделках на кабельном канале «Муравей-ТВ». Дома в съёмной квартире Льва ждёт беременная жена с двумя маленькими дочками. Никаких перспектив заработать денег и продвинуться по карьерной лестнице у него нет, пока ему не выпадает шанс заменить брата Егора в рейтинговом медицинском сериале.

## В ролях
| Актёр              | Роль                                                      |
| ------------------ | --------------------------------------------------------- |
| Александр Петров   | актёр Егор Румянцев                                       |
| Андрей Бурковский  | актёр Лев Ивановский, брат Егора                          |
| Юлия Александрова  | домохозяйка Марина Ивановская, жена Льва                  |
| Анна Невская       | продюсер Екатерина Золотова, девушка Егора                |
| Юлия Хлынина       | гримёр Даша, девушка Егора                                |
| Александра Ревенко | Полина, невеста Васи                                      |
| Антон Васильев     | владелец ресторана Вася, однокурсник Егора, Льва и Марины |
| Виталия Корниенко  | Аглая, дочь Льва и Марины                                 |
| Марта Тимофеева    | Василиса, дочь Льва и Марины                              |
| Яна Кошкина        | Яна, подруга Полины                                       |
| Дарья Фекленко     | Любовь Георгиевна, мать Даши                              |
| Сергей Лавыгин     | актёр сериала Сергей                                      |
| Александра Власова | актриса сериала Света Ложкина                             |
| Павел Ворожцов     | сценарист сериала Пётр                                    |
| Анна Бегунова      | актриса сериала Бегунова                                  |
| Наталия Потапова   | врач в СПИД-центре                                        |
| Артём Семакин      | режиссёр сериала Артём                                    |
| Анна Хилькевич     | актриса Аня, бывшая жена Егора                            |
| Дмитрий Мухамадеев | охранник в медцентре                                      |
| Равшана Куркова    | актриса Роксана Куркина                                   |

## Темы сериала
Сериал содержит сатиру на современное российское кинопроизводство и телевидение. Так, главные герои играют в рейтинговом медицинском сериале «Первая Градская», который нарочито изображён как «низкопробный» «трэш-сериал». В сериале есть сцена, когда герой Александра Петрова покупает билет на фильм со своим участием и смотрит его в абсолютно пустом зале кинотеатра, так как «ура-патриотический» высокобюджетный блокбастер «Сирийский песок» провалился в прокате.
Сериал поднимает «табуированную на российском ТВ тему ВИЧ» и проблему осуждения ВИЧ-инфицированных в обществе.
В сериале высмеивается гомофобия, а именно присутствует линия с охранником (Дмитрий Мухамадеев), «отпускающим шутки про СПИД и уверенным, что его это никогда не затронет».

## Создание
В качестве названия сериала Жора Крыжовников использовал шутку актёра Дмитрия Нагиева: на съёмках предыдущих фильмов режиссёра Нагиев любил повторять: «Если вам этот дубль не подходит, зовите Маковецкого».
Жора Крыжовников приступил к написанию сценария в марте 2016 года. Сценарий к восьми сериям писался год. Съёмки начались в июле 2017 года, монтаж сериала занял полгода. На роль Егора Румянцева претендовал актёр Кирилл Плетнёв, который снимался в пробном пилоте сериала.
Режиссёр Жора Крыжовников до последней серии не раскрывал съёмочной группе, чем закончится сериал. По словам Александра Петрова, он не знал сценарий будущих серий, и поэтому каждый съёмочный день был для него открытием.

## Отзывы
В целом сериал собрал крайне положительные отзывы кинокритиков. Кинокритик Алекс Экслер поставил сериалу оценку «8 из 10».
Кинокритики России, по итогам голосования, признали «Звоните ДиКаприо!» лучшим российским сериалом 2018 года — эксперты назвали по три сериала-фаворита и «ДиКаприо» был отмечен наибольшее число раз. Редакция сайта «Кинопоиск» внесла «Звоните ДиКаприо!» в список лучших сериалов, вышедших в мире в 2018 году и в список «25 главных сериалов 2010-х».
Журналистка Александра Перевозчикова в издании «Сиб.фм» пишет: «Необычный рваный монтаж, сатира над современным обществом, остросоциальные проблемы и щепотка магии — всё это создало по-настоящему уникальный проект». Кинокритик Евгений Ткачёв в журнале «Искусство кино» пишет: «„Звоните ДиКаприо!“ возвышается над остальными русскими сериалами, словно слон». По его мнению, «Крыжовникову удалось снять суровую ветхозаветную притчу, которая начиналась с комедии о жизни артистической богемы и продолжалась как ВИЧ-драма».

## Награды и номинации

### Награды
- 2018 — Национальный кинофестиваль «Движение»: приз за лучший сценарий (Жора Крыжовников, Пётр Внуков, Евгения Хрипкова)[21], специальное упоминание жюри за блистательный актёрский тандем (Александр Петров и Андрей Бурковский)[22]
- 2018 — Премия журнала «Кинорепортёр» (The Hollywood Reporter) за «Прорыв года» (Жора Крыжовников), «Актрису года» (Юлия Александрова)[23]
- 2019 — Премия «Белый слон»: приз молодых кинокритиков «Голос»[24]
- 2019 — Премия Ассоциации продюсеров кино и телевидения за «Лучший телевизионный мини-сериал (5–24 серий)»[25]
- 2019 — Фестиваль телевизионных фильмов «Утро Родины»: приз за лучший телесериал, лучшую режиссёрскую работу (Жора Крыжовников), лучшую женскую роль второго плана (Юлия Александрова)[26]
- 2019 — Премия журнала «ОK!» «Больше чем звёзды»: приз «Главный герой. Телефильм» (Андрей Бурковский)[27]

### Номинации
- 2018 — Национальный кинофестиваль «Движение»: участие в основном конкурсе «Движение. Вперёд»
- 2019 — Премия Ассоциации продюсеров кино и телевидения: номинация за «Лучшую режиссёрскую работу» (Жора Крыжовников), «Лучшего актёра телевизионного фильма/сериала» (Андрей Бурковский), «Лучшего кастинг-директора» (Марина Тарасова)[28]
- 2019 — Премия журнала «GQ» «Человек года»: номинация за «Режиссёра года» (Жора Крыжовников, сериал «Звоните ДиКаприо!»)[29]
- 2020 — Премия «Золотой орёл»: номинация за «Лучший телефильм или мини-сериал», «Лучшую мужскую роль на телевидении» (Александр Петров).